# ورگل (شهر اتریش)
ورگل (به آلمانی: Wörgl) یک شهرک، شهرستان اتریش و شهرک با حقوق شهرک و روستای سابق در اتریش است که در ناحیه کوفستاین واقع شده‌است. ورگل ۱۲٬۰۴۳ نفر جمعیت دارد. این شهر نقطه تقاطع مهمی از خط آهن اینسبروک و زالتسبورگ است. 

## خواهرخوانده
شهر البرختیتسه ناد اورلیتسی خواهرخواندهٔ ورگل (شهر اتریش) هست.